# Foot-Ball Club Internazionale-Naples 1922-1923
Questa voce raccoglie le informazioni riguardanti il Foot-Ball Club Internazionale-Naples nelle competizioni ufficiali della stagione 1922-1923.

## Stagione
La squadra è il risultato della fusione tra Naples ed Internazionale Napoli. Infatti, quasi tutti i calciatori provengono da queste 2 ex società che non esisteranno più. La stagione è deludente e si verrà eliminati subito.

## Divise
| Manica sinistra · Maglietta · Maglietta · Manica destra · Pantaloncini · Calzettoni |

## Organigramma societario
- Presidente:
- Allenatore:

## Rosa
| N. |                           | Ruolo | Calciatore           |
| -- | ------------------------- | ----- | -------------------- |
|    | Italia (bandiera)         | P     | Guido Cavalli        |
|    | Italia (bandiera)         | P     | Caracciolo           |
|    | non conosciuta (bandiera) | P     | Claar                |
|    | non conosciuta (bandiera) | D     | Claar II             |
|    | Italia (bandiera)         | D     | Iaquinto             |
|    | Inghilterra (bandiera)    | D     | Leslie Walter Minter |
|    | Svizzera (bandiera)       | D     | Jean Steiger         |
|    | Italia (bandiera)         | D     | Arturo Tizzano       |
|    | Italia (bandiera)         | C     | Pino Ghisi           |
|    | Italia (bandiera)         | A     | Francesco Fariello   |
|    | Italia (bandiera)         | A     | Osvaldo Sacchi       |
|    | Italia (bandiera)         | A     | Vincenzo Valente     |

| N. |                           | Ruolo | Calciatore            |
| -- | ------------------------- | ----- | --------------------- |
|    | Italia (bandiera)         |       | Ernesto Bruschini III |
|    | Italia (bandiera)         |       | Cafaggi               |
|    | Italia (bandiera)         |       | De Palma II           |
|    | Italia (bandiera)         |       | Esposito II           |
|    | Italia (bandiera)         |       | Fiori                 |
|    | Italia (bandiera)         |       | Gigliesi              |
|    | Italia (bandiera)         |       | Guidotti              |
|    | Italia (bandiera)         |       | Matarazzo             |
|    | Italia (bandiera)         |       | Pastore               |
|    | Italia (bandiera)         |       | Pentone               |
|    | non conosciuta (bandiera) |       | Zumstein              |

## Calciomercato
| Arrivi | Arrivi                | Arrivi                | Arrivi     |
| R.     | Nome                  | da                    | Modalità   |
| ------ | --------------------- | --------------------- | ---------- |
| P      | Guido Cavalli         | Naples                | definitivo |
| P      | Caracciolo            | Internazionale Napoli | definitivo |
| P      | Claar                 | ?                     | definitivo |
| D      | Claar II              | ?                     | definitivo |
| D      | Iaquinto              | Internazionale Napoli | definitivo |
| D      | Leslie Walter Minter  | Internazionale Napoli | definitivo |
| D      | Jean Steiger          | Internazionale Napoli | definitivo |
| D      | Arturo Tizzano        | Internazionale Napoli | definitivo |
| C      | Pino Ghisi            | ?                     | definitivo |
| A      | Francesco Fariello    | Salernitanaudax       | definitivo |
| A      | Osvaldo Sacchi        | Savoia                | definitivo |
| A      | Valente               | Naples                | definitivo |
|        | Ernesto Bruschini III | Naples                | definitivo |
|        | Cafaggi               | Internazionale Napoli | definitivo |
|        | De Palma II           | ?                     | definitivo |
|        | Esposito II           | Internazionale Napoli | definitivo |
|        | Fiori                 | Puteolana             | definitivo |
|        | Gigliesi              | ?                     | definitivo |
|        | Guidotti              | Naples                | definitivo |
|        | Matarazzo             | ?                     | definitivo |
|        | Pastore               | ?                     | definitivo |
|        | Pentone               | Naples                | definitivo |
|        | Zumstein              | ?                     | definitivo |

## Risultati

### Prima Divisione - girone campano

#### Girone di andata
| Castellammare di Stabia 19 novembre 1922 1ª giornata | Stabia           | 0 – 2 A tavolino referto | Internaples | \| Arbitro: \| Comandini (Roma) \| |
| Arbitro:                                             | Comandini (Roma) |                          |             |                                    |

| Arbitro: | Bellucci (Roma) |

|                                 |           |  |
| Bobbio 10’ Ghisi 55’ Parodi 68’ | Marcatori |  |

| Arbitro: | Fioranti (Roma) |

|             |           |                          |
| Zumstein 4’ | Marcatori | 44’ Cresta 89’ Garzia II |

| 10 dicembre 1922 4ª giornata |  | – Internaples riposa referto |  |  |

| Arbitro: | Barionovi (Roma) |

|              |           |  |
| Fariello 31’ | Marcatori |  |

#### Girone di ritorno
| Arbitro: | Barionovi (Roma) |

|            |           |  |
| Sacchi 80’ | Marcatori |  |

| Napoli 21 gennaio 1923 7ª giornata | Internaples     | 0 – 0 referto | Savoia | \| Arbitro: \| Fioranti (Roma) \| |
| Arbitro:                           | Fioranti (Roma) |               |        |                                   |

| Arbitro: | Barionovi (Roma) |

|  |           |             |
|  | Marcatori | 35’ Valente |

| 11 febbraio 1923 9ª giornata |  | – Internaples riposa referto |  |  |

| Bagnoli 11 marzo 1923 10ª giornata | Bagnolese | 0 – 2 A tavolino referto | Internaples | Campo ILVA |

### Prima Divisione - semifinali sud

#### Girone di andata
| Arbitro: | Merani (La Spezia) |

|                                              |           |  |
| Filippi 40’ Maneschi 73’ Bernardini 74’, 79’ | Marcatori |  |

| Arbitro: | Fioranti (Roma) |

|               |           |  |
| Solfrizzi 41’ | Marcatori |  |

| Arbitro: | Comandini (Roma) |

|              |           |                       |
| Gigliesi 77’ | Marcatori | 6’ Povero 51’ Guarino |

#### Girone di ritorno
| Arbitro: | Vagge (Genova) |

|  |           |                                  |
|  | Marcatori | 13’, 83’ Maneschi 85’ Bernardini |

| Napoli 3 giugno 1923 5ª giornata | Internaples | 0 – 2 A tavolino | Ideale |  |

| Arbitro: | Cornaro (Roma) |

|                        |           |               |
| Povero 67’ Guarino 86’ | Marcatori | 25’ Matarazzo |

## Statistiche
Statistiche aggiornate al 10 giugno 1923.

### Statistiche di squadra
| Competizione                   | Punti | In casa | In casa | In casa | In casa | In casa | In casa | In trasferta | In trasferta | In trasferta | In trasferta | In trasferta | In trasferta | Totale | Totale | Totale | Totale | Totale | Totale | DR  |
| Competizione                   | Punti | G       | V       | N       | P       | Gf      | Gs      | G            | V            | N            | P            | Gf           | Gs           | G      | V      | N      | P      | Gf     | Gs     | DR  |
| ------------------------------ | ----- | ------- | ------- | ------- | ------- | ------- | ------- | ------------ | ------------ | ------------ | ------------ | ------------ | ------------ | ------ | ------ | ------ | ------ | ------ | ------ | --- |
| Prima Divisione-Campania       | 11    | 4       | 2       | 1       | 1       | 3       | 2       | 4            | 3            | 0            | 1            | 5            | 3            | 8      | 5      | 1      | 2      | 8      | 5      | +3  |
| Prima Divisione-Semifinali Sud | 0     | 3       | 0       | 0       | 3       | 1       | 7       | 3            | 0            | 0            | 3            | 1            | 7            | 6      | 0      | 0      | 6      | 2      | 14     | -12 |
| Totale                         | -     | 7       | 2       | 1       | 4       | 4       | 9       | 7            | 3            | 0            | 4            | 6            | 10           | 14     | 5      | 1      | 8      | 10     | 19     | -9  |

### Statistiche dei giocatori
| Giocatore        | Prima Divisione Girone Campano | Prima Divisione Girone Campano | Prima Divisione Semifinali Sud | Prima Divisione Semifinali Sud | Totale   | Totale |
| Giocatore        | Presenze                       | Reti                           | Presenze                       | Reti                           | Presenze | Reti   |
| ---------------- | ------------------------------ | ------------------------------ | ------------------------------ | ------------------------------ | -------- | ------ |
| E. Bruschini III | 0                              | 0                              | 1                              | 0                              | 1        | 0      |
| Cafaggi          | 0                              | 0                              | 4                              | 0                              | 4        | 0      |
| G. Cavalli       | 7                              | -5                             | 3                              | -7                             | 10       | -12    |
| Caracciolo       | 0                              | 0                              | 1                              | -2                             | 1        | -2     |
| Claar            | 0                              | 0                              | 1                              | -3                             | 1        | -3     |
| Claar II         | 0                              | 0                              | 2                              | 0                              | 2        | 0      |
| De Palma II      | 1                              | 0                              | 1                              | 0                              | 2        | 0      |
| Esposito II      | 2                              | 0                              | 1                              | 0                              | 3        | 0      |
| F. Fariello      | 6                              | 1                              | 3                              | 0                              | 9        | 1      |
| Fiori            | 7                              | 0                              | 5                              | 0                              | 12       | 0      |
| P. Ghisi         | 2                              | 0                              | 5                              | 0                              | 7        | 0      |
| Gigliesi         | 0                              | 0                              | 3                              | 1                              | 3        | 1      |
| Guidotti         | 4                              | 0                              | 0                              | 0                              | 4        | 0      |
| Iaquinto         | 7                              | 0                              | 5                              | 0                              | 12       | 0      |
| Matarazzo        | 0                              | 0                              | 1                              | 1                              | 1        | 1      |
| L.W. Minter      | 6                              | 0                              | 2                              | 0                              | 8        | 0      |
| Pastore          | 3                              | 0                              | 1                              | 0                              | 4        | 0      |
| Pentone          | 5                              | 0                              | 0                              | 0                              | 5        | 0      |
| O. Sacchi        | 7                              | 1                              | 4                              | 0                              | 11       | 1      |
| J. Steiger       | 7                              | 0                              | 4                              | 0                              | 11       | 0      |
| A. Tizzano       | 1                              | 0                              | 2                              | 0                              | 3        | 0      |
| Valente          | 7                              | 1                              | 3                              | 0                              | 10       | 1      |
| Zumstein         | 5                              | 1                              | 1                              | 0                              | 6        | 1      |